# چتود
چتود (به انگلیسی: Chetwode) یک روستا و محله مدنی در بریتانیا است که در الزبری ول واقع شده‌است. چتود ۱۷۳ نفر جمعیت دارد.